# هیپ هاپ مرده (ترانه)
«هیپ هاپ مرده» تک‌آهنگی از ناس، ویل.آی.ام است که در سال ۲۰۰۶ میلادی منتشر شد.